# 荘田優志
荘田 優志（しょうだ ゆうじ、1987年7月21日 - ）は、日本の元子役。埼玉県出身。

## 来歴・人物
- 血液型はA型[1]。
- セントラル子供タレントに所属していた[1]。
- 1997年時点での特技は空手であった[1]。
- 映画『子連れ狼』の大五郎役を演じた1人であり、1993年に公開された同作品の試写会では、訪れた長嶋茂雄氏を他の出演者達と共に出迎えた。[2]
- 主に1990年代にかけて子役として活躍していたが、小学校卒業とほぼ同時期に芸能界を引退したとみられる。

## 出演作品
テレビドラマ
- 噺家カミサン繁盛記 第11-29話（CX, 1991年11月18日 - 12月12日）- 村山正記 役
- デパート!秋物語 第2話（TBS, 1992年10月20日）
- 乾いて候（CX, 1993年4月7日）
- HOTEL ホテルスペシャル'93秋（TBS, 1993年9月30日）
- 夏子の酒（CX, 1994年1月12日 - 3月23日）
- 遠山金志郎美容室（NTV, 1994年7月9日 - 9月24日）- 翔太 役
- 女の言い分（TBS, 1994年10月13日 - 12月22日）
- 八代将軍吉宗（NHK, 1995年1月8日 - 12月10日）- 長福丸（徳川家重の幼少期）役
- 恋も2度目なら 第1シリーズ（NTV, 1995年1月11日 - 3月15日）
- 高橋英樹の船長シリーズ(7) 瀬戸内、潮騒の女（ANB, 1995年8月12日）
- 湯けむり仲居純情日記5（TBS, 1995年9月18日）
- 木曜の怪談『七瀬ふたたび』（CX, 1995年10月19日 - 1996年1月11日）- ノリオ 役
- 暴力教師～君に伝えたいこと[1]（NHK, 1996年8月21日 - 9月25日）
- スチュワーデス刑事（CX, 1997年1月10日）
- ウルトラマンダイナ 第27話（MBS, 1998年3月14日）
- ハッピー 愛と感動の物語 第1シリーズ 第7話（TX, 1999年5月26日）

映画
- 子連れ狼 その小さき手に（監督: 井上昭, 1993年2月6日公開）- 大五郎 役

テレビCM
- ナショナル『ビューティー・トワレ』
- モービル
- サークルK